# Lincoln (Illinois)
Lincoln ist eine City und Verwaltungssitz des Logan County im US-amerikanischen Bundesstaates Illinois. 

## Geographie
Lincoln liegt zwischen den Städten Bloomington und Springfield, die sich in einer Entfernung von 30 Kilometern in nordöstlicher bzw. 50 Kilometern in südwestlicher Richtung befinden. Die nächstgelegenen Großstädte sind Chicago (220 Kilometer nordöstlich) und St. Louis in Missouri (180 Kilometer südwestlich). Der Interstate 55 tangiert die Stadt im Westen und Norden und ersetzt dort Teile der historischen Route 66.

## Geschichte

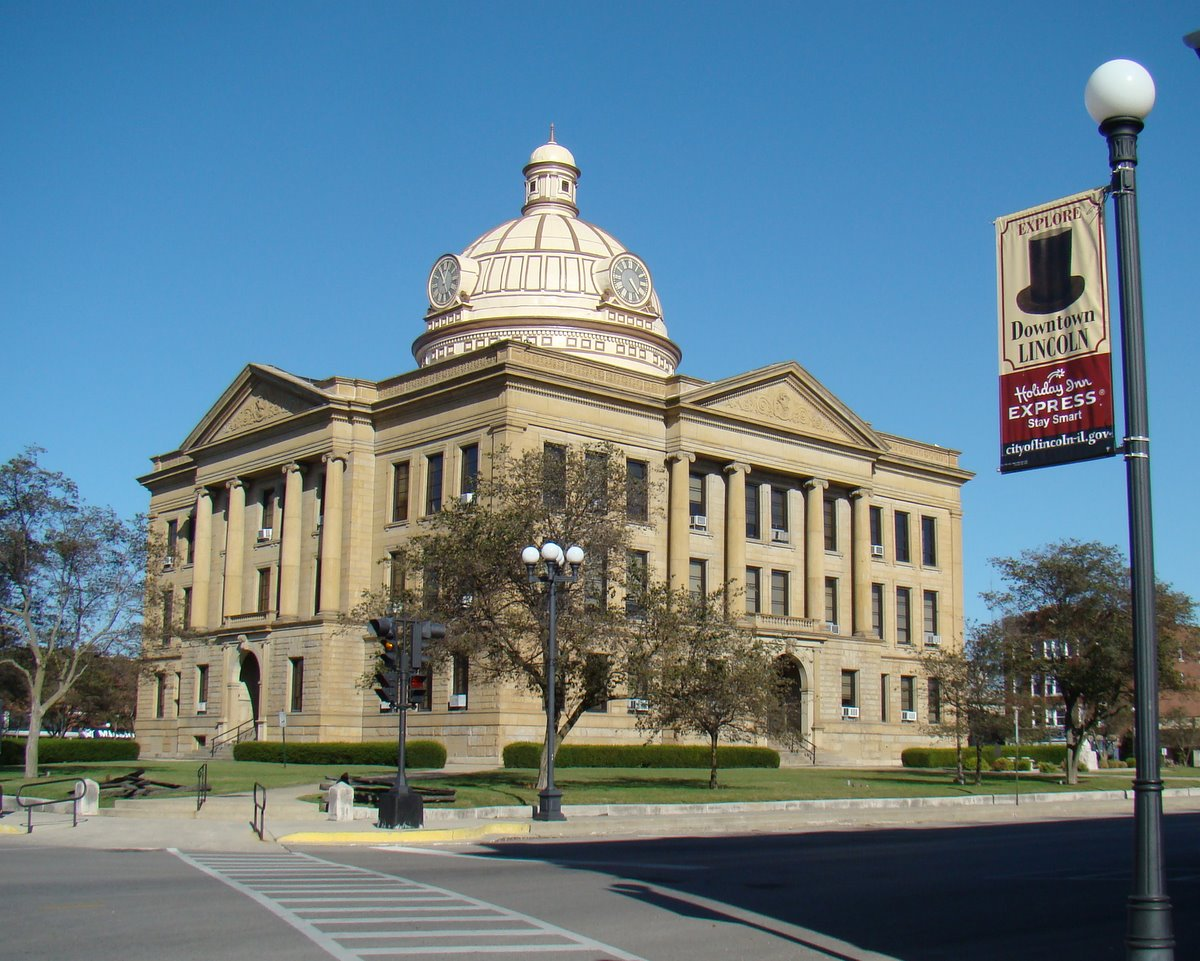
Das Logan County Courthouse in Lincoln

Der Name der Stadt erhielt ihren Namen zu Ehren von Abraham Lincoln, der zeitweise in der Stadt als Rechtsanwalt tätig war. Es ist jedoch die einzige Stadt in den USA, die diesen Namen annahm, bevor Abraham Lincoln Präsident wurde. An der Stelle des alten, verfallenen Justizgebäudes wurde im Jahre 1905 das neue Logan County Courthouse errichtet. Dieses Courthouse wurde 1985 in das National Register of Historic Places aufgenommen.
Heute ist Lincoln wegen der Verbindung zu Präsident Abraham Lincoln sowie als nostalgische Durchgangsstation auf den Spuren der historischen Route 66 von touristischer Bedeutung. 
In der Stadt befinden sich außerdem folgende drei Colleges.
- Lincoln College (Illinois), 1865 gegründet und 2022 in der Folge der COVID-19-Pandemie in den Vereinigten Staaten geschlossen[6]
- Lincoln Christian University
- Heartland Community College

## Demografische Daten
Im Jahre 2012 wurde eine Einwohnerzahl von 14.319 Personen ermittelt, was einem Rückgang um 6,8 % gegenüber dem Jahr 2000 bedeutet. Das Durchschnittsalter betrug 2012 38,0 Jahre und lag damit unter dem Wert des Staates Illinois, der 42,2 Jahre betrug.
Die größten Gruppen an Vorfahren der heutigen Bewohner der Stadt aus Europa gehen zu 28,6 % auf Einwanderer aus Deutschland zurück, 11,6 % kamen aus Irland und 10,0 % aus England.

## Söhne und Töchter der Stadt
- William Keepers Maxwell, Jr. (1908–2000), Schriftsteller
- Jack L. Stahl (1934–2016), Politiker
- Edward Rell Madigan (1936–1994), Politiker
- Terry Kinney (* 1954), Schauspieler
- Scott Douglas Altman (* 1959), Astronaut
- Ken Norton, Jr. (* 1966), American-Football-Spieler
- Vic Wunderle (* 1976), Bogenschütze